# Poslanska skupina Demokratične stranke upokojencev Slovenije
Poslanska skupina Demokratične stranke upokojencev Slovenije (kratica DeSUS) je bila poslanska skupina, ki so jo sestavljali poslanci, izvoljeni na listi Demokratične stranke upokojencev Slovenije.

## Sestava

### Mandat 2008–2011
Poslanci
- Franc Žnidaršič (vodja)
- Anton Urh (namestnik vodje)
- Joško Godec (član)
- Franc Jurša (član)
- Vasja Klavora (član)
- Vili Rezman (član)
- Matjaž Zanoškar (član)

Osebje
- Oto Valter Vilčnik (sekretar PS)

### Mandat 2011–2014
- Jana Jenko
- Ivan Simčič
- Karl Viktor Erjavec
- Ivan Hršak
- Marjana Kotnik Poropat
- Franc Jurša

### Mandat 2014–2018
- Franc Jurša - vodja poslanske skupine
- Julijana Bizjak Mlakar
- Tomaž Gantar
- Primož Hainz
- Marinka Levičar
- Benedikt Kopmajer
- Karl Viktor Erjavec
- Ivan Hršak
- Uroš Prikl
- Marjana Kotnik Poropat

### Mandat 2018–2022
- Franc Jurša - vodja poslanske skupine
- Jurij Lep (izstopil 15. marca 2021)[1]
- Ivan Hršak
- Robert Polnar
- Branko Simonovič

Osebje
- Ksenija Vencelj (sekretarka PS)

1. ↑  »Jurij Lep zapušča poslansko skupino DeSUS-a«. RTVSLO.si. Pridobljeno 15. marca 2021.